# Боги річкового світу
Боги річкового світу — фантастичний фільм 2003 року.

## Сюжет
Джеф Хейл — американський астронавт, був на високій орбіті Землі, коли його спіткала смерть. Прокинувся він під водою, в якійсь подібності повітряного міхура, з якого йому допоміг вибратися примарного вигляду незнайомець, з капюшоном, що закриває обличчя. На суші, Джеф зустрів десятки голих людей, як і він, із Землі, але з різних епох, починаючи від доісторичних, і до наших днів, незабаром вони зрозуміли, що в цьому світі, сила вирішує все.